# Kopacz (Berg)
Der Kopacz (deutsch Hauer, polnisch Kopacz ehemals Bana Gura, 2. Militärische Aufnahme [1806–1869] Rudowa Gura, 1. Militärische Aufnahme [1769–1787]) ist ein etwa 15 km² großes und maximal 535 m n.p.m. hohes Bergmassiv der nördliche Teil des Saanagebirges, als markante Landmarke am Sanoker Flachland, im äußersten Südosten des Landes im Powiat Sanocki der Woiwodschaft Karpatenvorland, im südöstlichen Polen. Die Hügelkette liegt im Höhenzug der Mittleren Beskiden an der engsten Stelle des Santales (sog. Bruch von Międzybrodzie), wo die Sanok-Senke im Norden ihren Abschluss findet. Er ist der südlichste Ausläufer der Dynowskie-Vorgebirge auf der Grenze von Słonne-Gebirge (bzw. Salzgebirge von Sanok)  und Sanoker-Senke. Seine Hauptgipfel sind Kopacz und Horodna 480 m n.p.m.

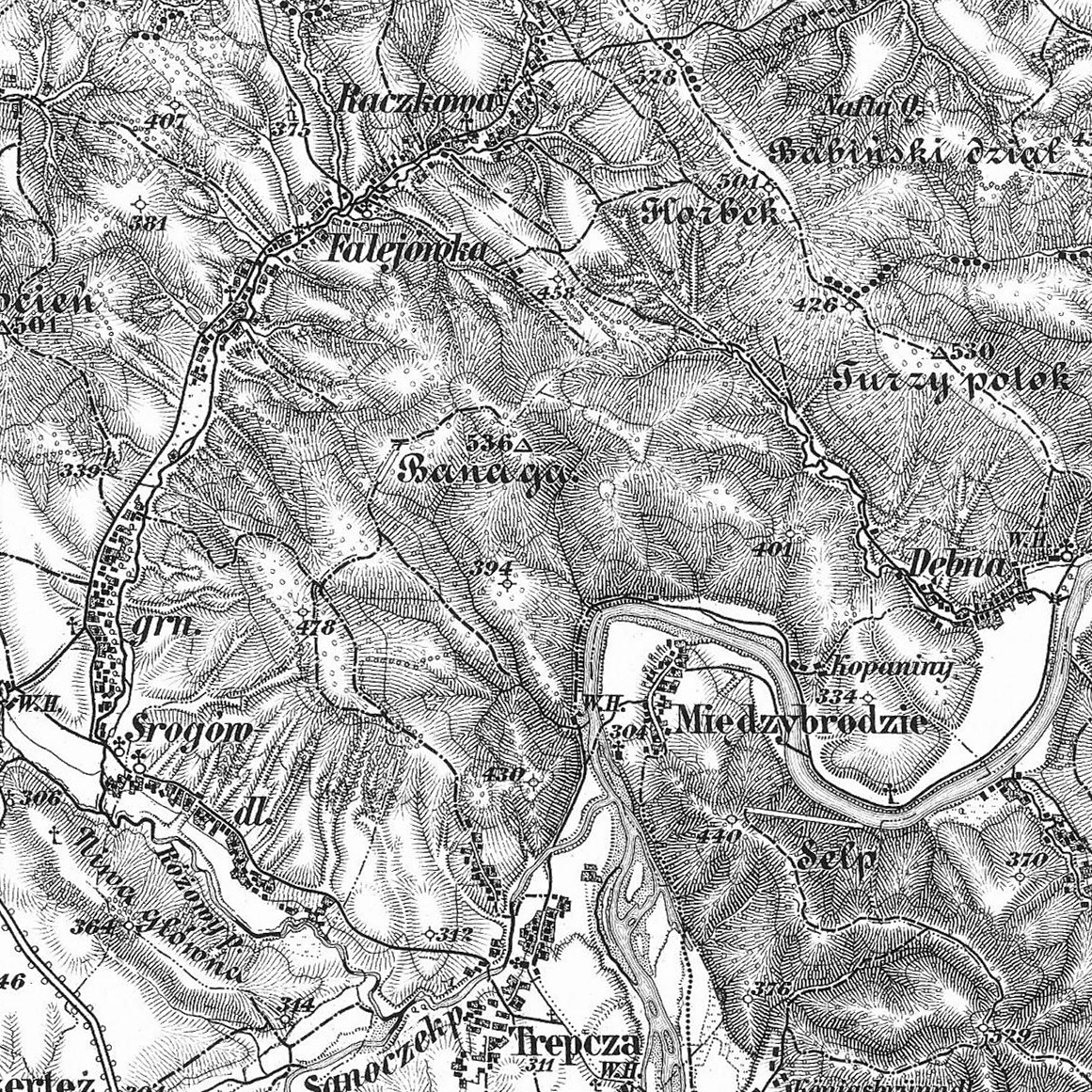
Kopacz (hier Bana gu.) auf der alte Karte von Galizien (1877)

## Umgebung
In der Umgebung des Kopacz befinden sich Bergkuppen von 300 bis 500 m über dem Meeresspiegel, reiche Salzlagerstätten und zahlreiche Salzquellen, deren Ausbeutung noch Ende 19. Jh. erfolgte.
Der Boden, der aus dichtem roten Lehm und Kieselsteinen besteht, enthält viele Mineralien, Eisen oder Mangan.
In unmittelbarer Nähe befinden sich die Reste zweier benachbarter Burgwälle, Horodyszcze und Horodne, sowie in Trepcza ein Hügelgräberfeld. Das Hochplateau weist Spuren einer kontinuierlichen Besiedlung auf, die sich zeitlich von der Bronzezeit bis späten Mittelalter erstreckte. Der Fund aus dem Platz von Trepcza stellt einen weiteren Punkt innerhalb der kleinen Enklave der keltischen Besiedlung, wie sie im östlichen Bereich ihrer Verbreitung lokalisiert werden konnte.

## Galerie

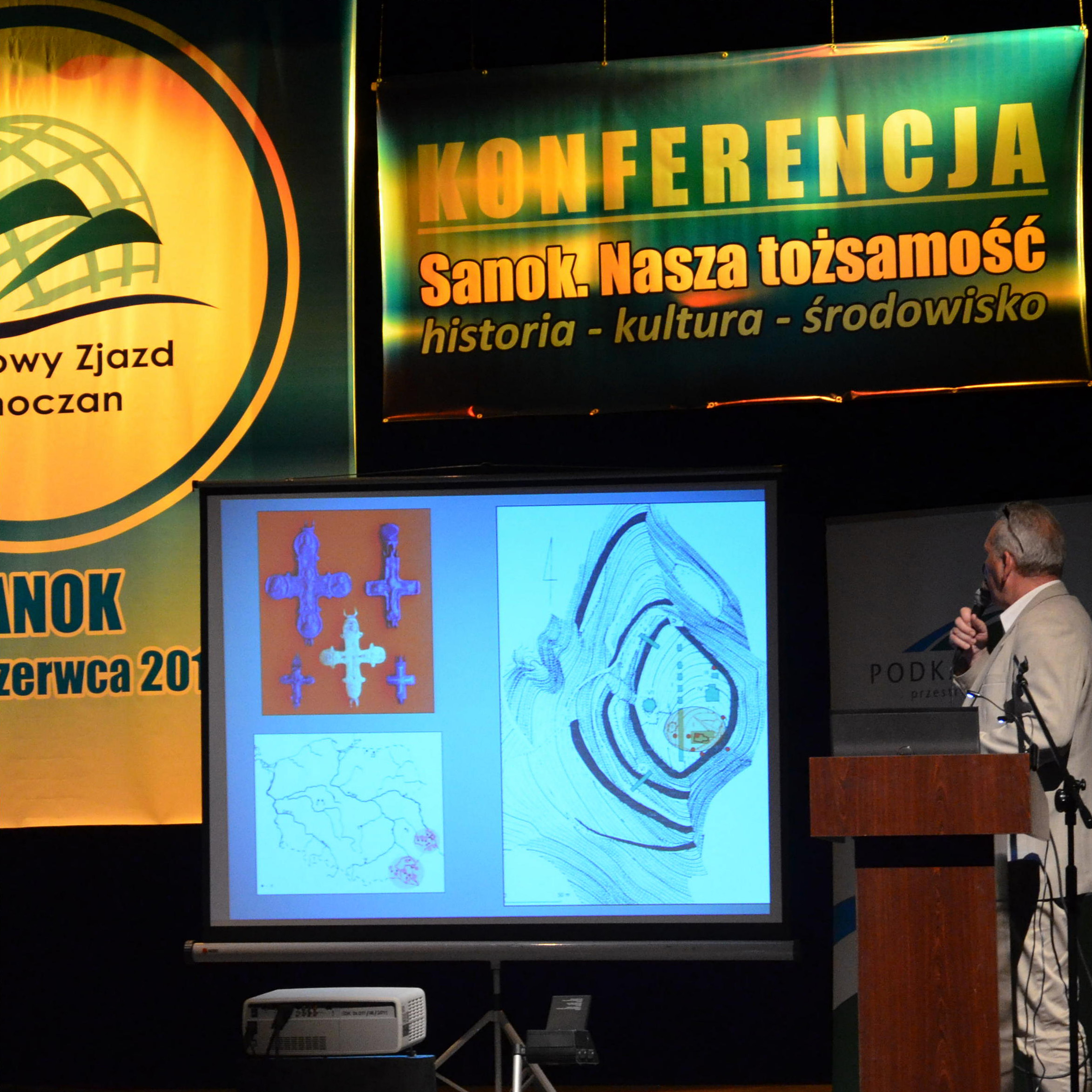
Horodyszcze – Kopacz. Präsentation von aktuellen Forschungsergebnisse (2014)
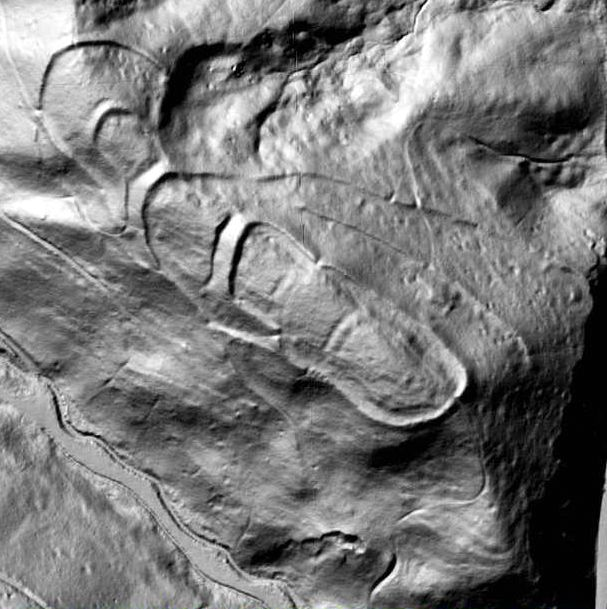
Burgwall Horodna am San (2013) mit Teilen der historischen Altstadt von Sanok, die im Jahr 1295 von den Tataren zerstört wurde.
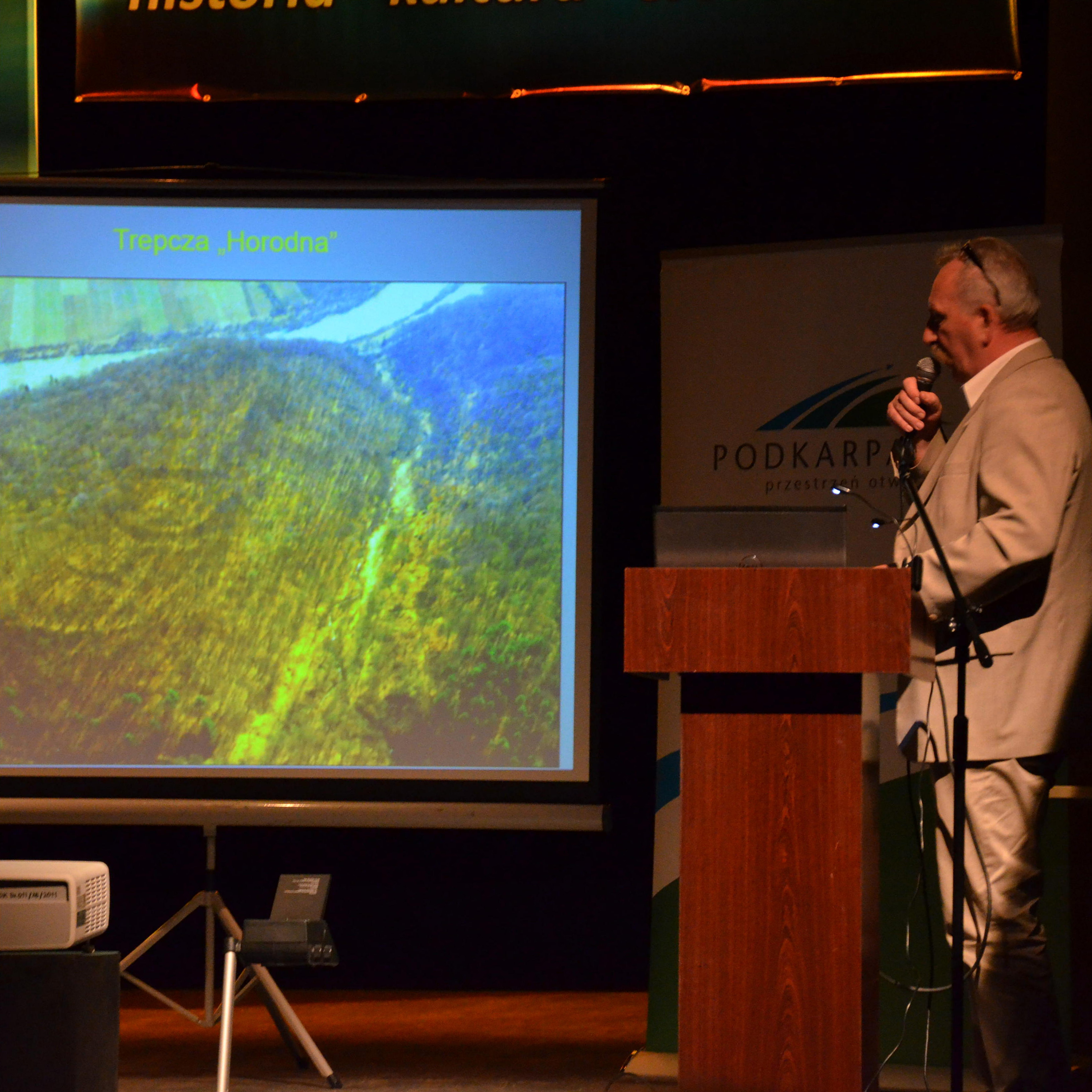
Horodna – Kopacz Aktuellen Forschungsergebnisse von Jerzy Ginalski
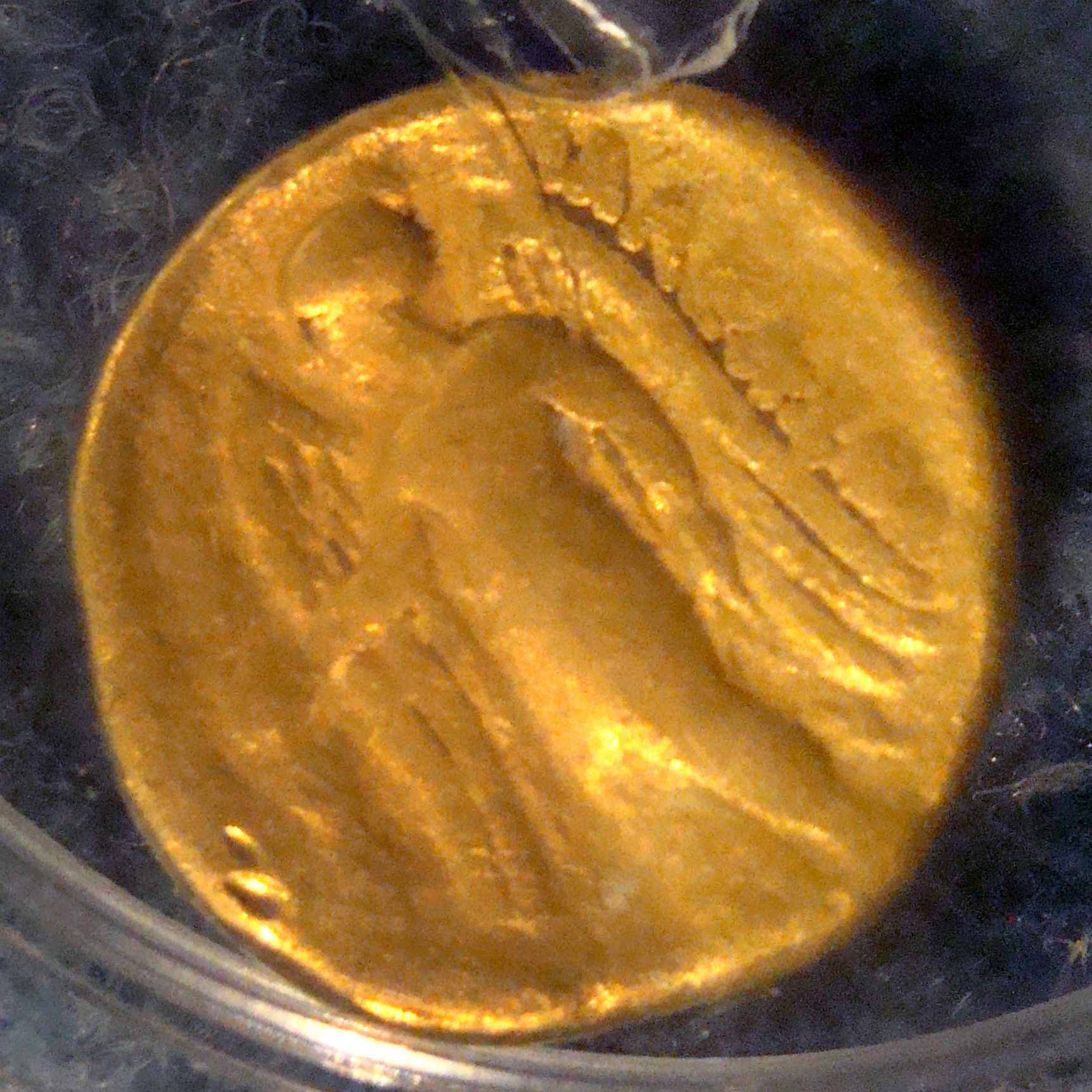
Ein goldener Stater vom Nike-Typ aus dem Jahre 336–323 v. Chr., der bei Ausgrabungen auf dem Kopacz Berg gefunden wurde.